# Realschule des Bildungswerks Marktbreit
Die Realschule des Bildungswerks Marktbreit e. V. ist eine Realschule in der unterfränkischen Stadt Marktbreit. Die staatlich genehmigte Ersatzschule besitzt mit der Leo-Weismantel-Realschule Marktbreit eine Schwesterschule im Ort.

## Geschichte
Die Stadt Marktbreit besitzt eine lange Schultradition. Bereits im Spätmittelalter entstand eine Lateinschule, die eng an die Pfarrkirche inmitten des damals als Dorf bezeichneten Marktbreits angelehnt war. Nach deren Auflösung im Jahr 1821 kam es im Jahr 1845 zur Gründung einer privaten Bildungsinstitution. Als Gründer trat der israelitische Religionslehrer Salomon Wohl hervor. Ähnlich wie das im benachbarten Segnitz lokalisierte Brüsselsche Institut war die Schule zunächst als reine Handelsschule konzipiert, die ihren Absolventen den Übergang auf das Gymnasium ermöglichen sollte. Das Salomon Wohl'sche Erziehungs- und Handelsinstitut wurde mit einem Internat ausgestattet, sodass die Schule bald eine internationale Schülerschaft aufnehmen konnte.
Nach dem Zweiten Weltkrieg spaltete sich die Schule in zwei Institutionen auf. Die Stadt übernahm die Trägerschaft über die Oberrealschule, während die Mittelschule, die spätere Realschule, als Privatschule weitergeführt wurde. Schon 1960 erhielt die private Realschule Unterstützung durch die Gründung eines Mittelschulvereins. Einen besonders wichtigen Einschnitt stellte die staatliche Anerkennung der Schule dar. Sie erfolgte bereits im Jahr 1961. Die Realschule des Bildungswerks Marktbreit e. V. entstand im Jahr 1984. Damals gründete sich ein weiterer Verein aus dem bereits bestehenden Verein aus. Zum ersten Schulleiter stieg Rudolf Scherer auf. Die beiden Marktbreiter Privatschulen arbeiten eng miteinander zusammen und werden als „Schwesterschulen“ bezeichnet.

## Schulprofil
Als Offene Ganztagsschule bietet sie zwei der vier bayerischen Wahlpflichtfächergruppen an:
- Wahlpflichtfächergruppe IIIa (Jahrgangsstufen 5–10, voll ausgebaut): Schwerpunkte: Französisch und Betriebswirtschaftslehre/Rechnungswesen
- Wahlpflichtfächergruppe IIIb (Jahrgangsstufen 5–10, voll ausgebaut): Schwerpunkte: Werken und Technisches Zeichen